# 사이쿄선
사이쿄선(일본어: 埼京線, さいきょうせん)은 일본 도쿄도 시나가와구의 오사키역에서 사이타마현 사이타마시 오미야구의 오미야역을 잇는, 동일본 여객철도(JR 동일본)이 운영하는 철도 운행 계통의 명칭이다.

## 노선 정보
※괄호 안은 직결 운전하는 가와고에 선 오미야 ~ 가와고에 간을 합친 수치이다.
- 노선 거리: 오사키 ~ 오미야 (~ 가와고에) 36.9 km(53.0 km)
  - 오사키 ~ 이케부쿠로 13.4 km (야마노테 선(야마노테 화물선))
  - 이케부쿠로 ~ 아카바네 5.5 km (아카바네 선)
  - 아카바네 ~ 무사시우라와 ~ 오미야 18.0 km (도호쿠 본선(별선))
  - (오미야 ~ 가와고에 16.1 km) (가와고에 선)
- 역 수: 19(23)
- 궤간: 1067 mm
- 복선 구간: 오사키 ~ 오미야 (~ 닛신)
- 전철화 구간: 전 구간(직류 1500 볼트)
- 보안 장치
  - ATS-P: 오사키 ~ 이케부쿠로, 오미야 ~ 가와고에
  - ATC-6: 이케부쿠로 ~ 오미야
- 최고 속도: 100 km/h
- 살인적인 혼잡노선으로 치한과 소매치기 등 범죄가 빈발하여 JR 최초로 차내에 방범감시카메라가 설치되어 있다.

## 차량
- E233계
- 린카이 선 70-000형
- 소테츠 12000계 전동차

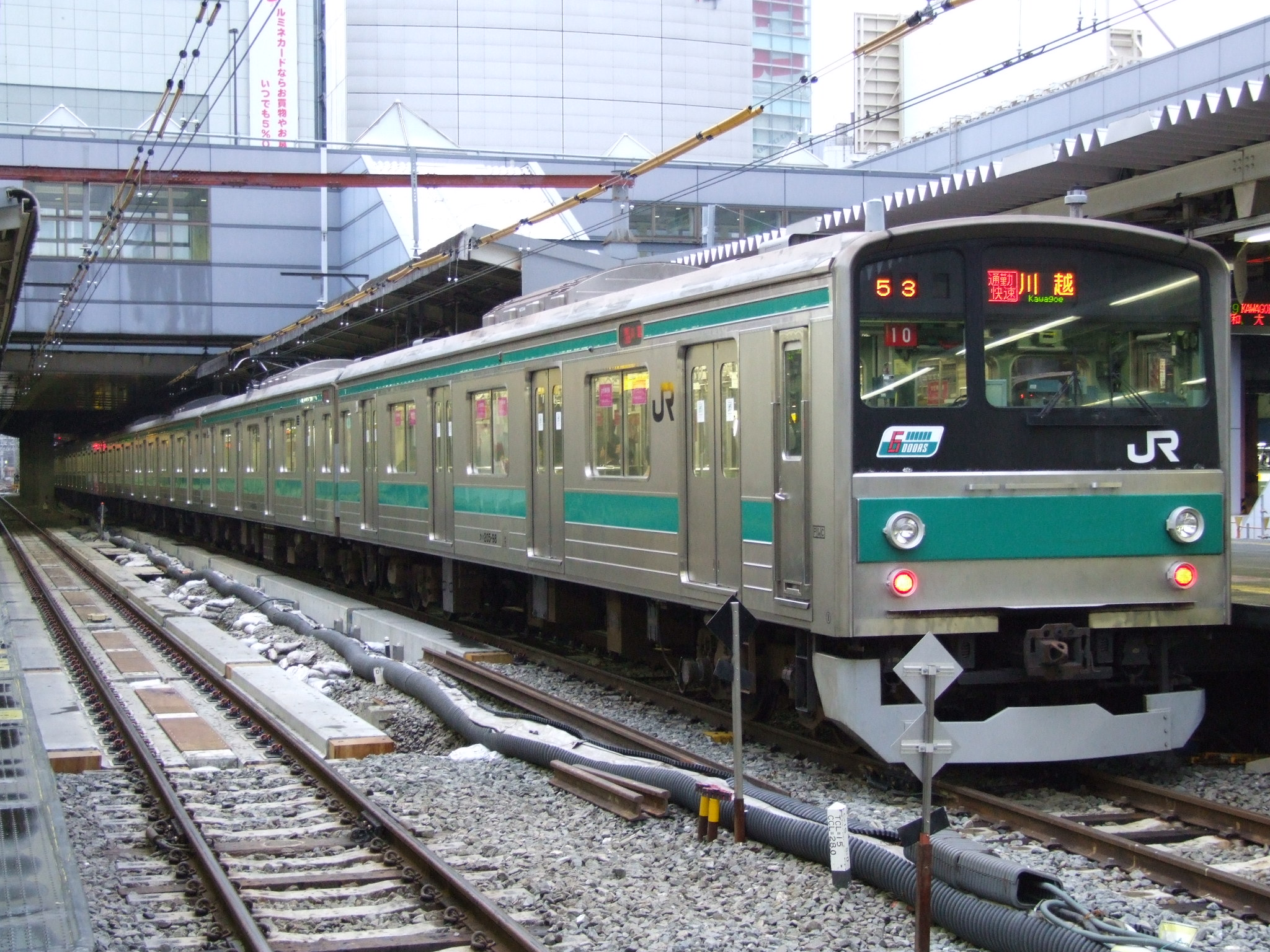
205계
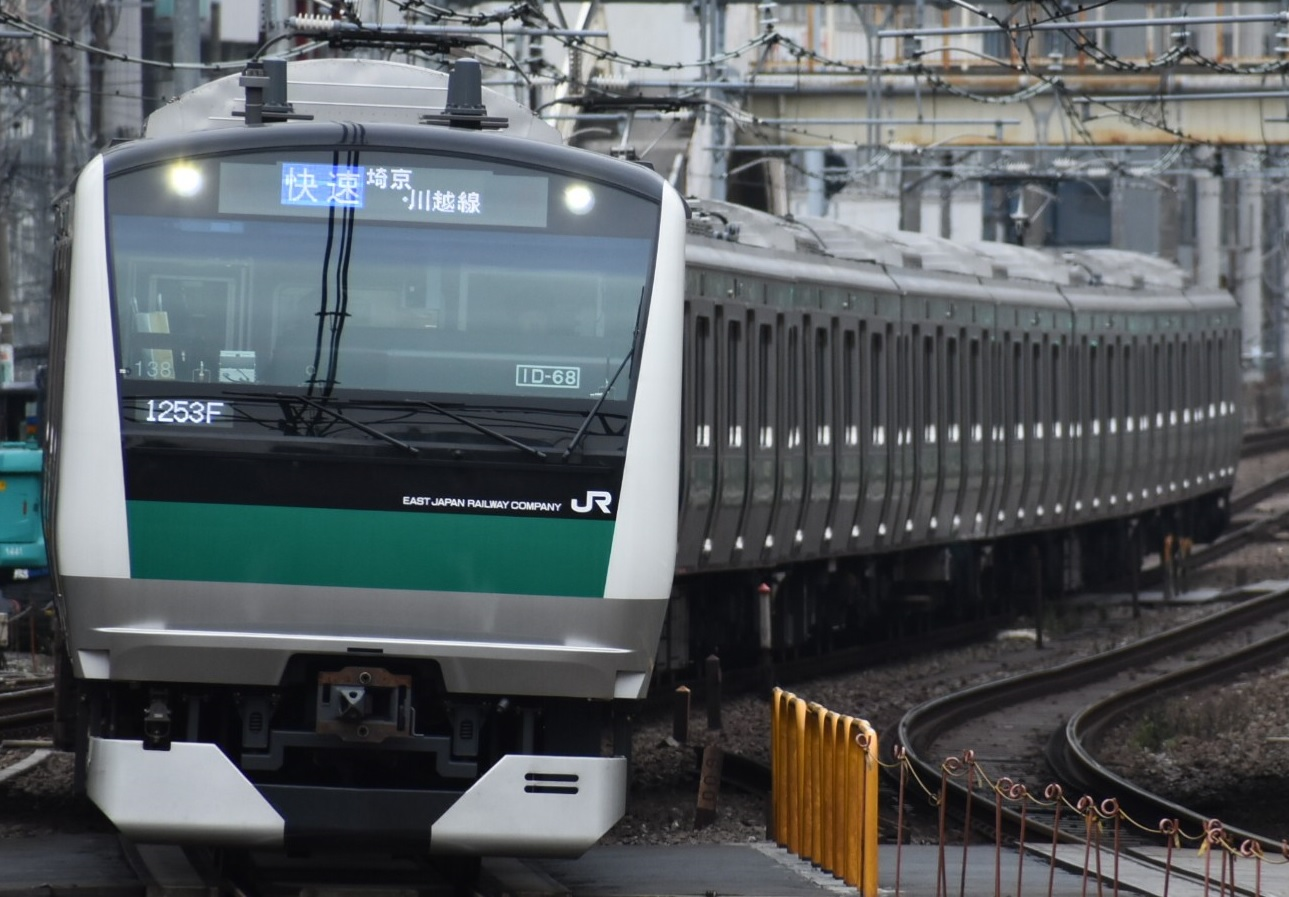
E233계
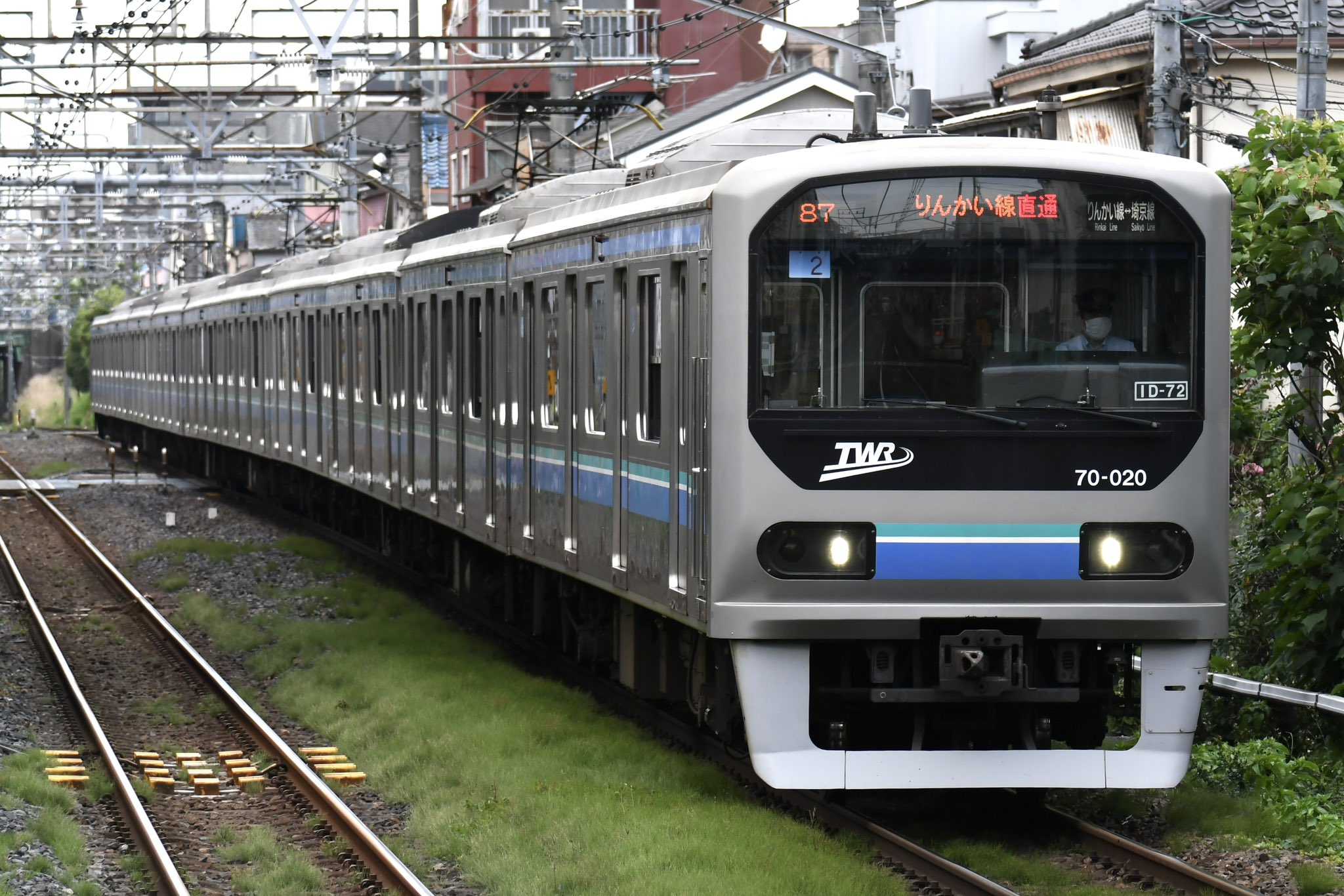
70-000계

## 예전에 운행했던 차량
- 103계 (1985년 9월 1일 - 1990년 11월 30일)
- 205계 (1989년 7월 1일 - 2016년 10월 31일)

## 역 목록
| 역 번호 | 역명         | 일어 역명 | 쾌 속 | 통 쾌 | 접속 노선 | 역간 거리 | 누적 거리      | 소재지   | 소재지         | 소재지     |
| ------- | ------------ | --------- | ----- | ----- | --- | --------- | -------------- | -------- | -------------- | ---------- |
| JA 08   | 오사키       | 大崎      | ●     | ●     | 도쿄 임해 고속 철도 린카이 선 (R 08, 직결 운행), 야마노테 선 (JY 24), 쇼난 신주쿠 라인 (JS 17) | 0.0       | 0.0            | 도 쿄 도 | 시나가와구     | 시나가와구 |
| JA 09   | 에비스       | 恵比寿    | ●     | ●     | 쇼난 신주쿠 라인 (JS 18), 야마노테 선 (JY 21), 도쿄 지하철 히비야 선 (H-02) | 3.6       | 3.6            | 도 쿄 도 | 시부야구       | 시부야구   |
| JA 10   | 시부야       | 渋谷      | ●     | ●     | 쇼난 신주쿠 라인 (JS 19), 야마노테 선 (JY 20), 도쿄 지하철 긴자 선 (G-01) 도쿄 지하철 한조몬 선 (Z-01), 도쿄 지하철 후쿠토신 선 (F-16) 도쿄 급행 전철 도요코 선 (TY 01), 도쿄 급행 전철 덴엔토시 선 (DT 01) 게이오 전철 이노카시라 선 (IN 01) | 1.6       | 5.2            | 도 쿄 도 | 시부야구       | 시부야구   |
| JA 11   | 신주쿠       | 新宿      | ●     | ●     | 쇼난 신주쿠 라인 (JS 20), 주오 쾌속선 (JC 05), 주오·소부 완행선 (JB 10), 야마노테 선 (JY 17) 게이오 전철 게이오 선 · 신선 (KO 01), 오다큐 전철 오다와라 선 (OH 01) 도쿄 지하철 마루노우치 선 (M-08), 도쿄 도 교통국 지하철 신주쿠 선 (S-01) 도쿄 도 교통국 지하철 오에도 선 (신주쿠역, E-27 / 신주쿠니시구치 역, E-01) 세이부 철도 신주쿠 선 (세이부 신주쿠 역, SS 01) | 3.4       | 8.6            | 도 쿄 도 | 신주쿠구       | 신주쿠구   |
| JA 12   | 이케부쿠로   | 池袋      | ●     | ●     | 쇼난 신주쿠 라인 (JS 21), 야마노테 선 (JY 13), 세이부 철도 이케부쿠로 선 (SI 01) 도부 철도 도조 본선 (TJ-01), 도쿄 지하철 마루노우치 선 (M-25) 도쿄 지하철 유라쿠초 선 (Y-09), 도쿄 지하철 후쿠토신 선 (F-09) | 4.8       | 13.4           | 도 쿄 도 | 도시마구       | 도시마구   |
| JA 13   | 이타바시     | 板橋      | ●     | ●     | 도쿄 도 교통국 지하철 미타 선 (신이타바시 역, I-17) | 1.8       | 15.2           | 도 쿄 도 | 이타바시구     | 이타바시구 |
| JA 14   | 주조         | 十条      | ●     | ●     | | 1.7       | 16.9           | 도 쿄 도 | 기타구         | 기타구     |
| JA 15   | 아카바네     | 赤羽      | ●     | ●     | 우쓰노미야 선 · 다카사키 선 (JU 04), 게이힌 도호쿠 선 (JK 38), 쇼난 신주쿠 라인 (JS 22) | 2.0       | 18.9           | 도 쿄 도 | 기타구         | 기타구     |
| JA 16   | 기타아카바네 | 北赤羽    | │     | │     | | 1.5       | 20.4           | 도 쿄 도 | 기타구         | 기타구     |
| JA 17   | 우키마후나도 | 浮間舟渡  | │     | │     | 1.6 | 22.0      |                | 도 쿄 도 | 기타구         | 기타구     |
| JA 18   | 도다 공원    | 戸田公園  | ●     | │     | 2.4 | 24.4      | 사 이 타 마 현 | 도다시   | 도다시         |            |
| JA 19   | 도다         | 戸田      | │     | │     | 1.3 | 25.7      | 사 이 타 마 현 | 도다시   | 도다시         |            |
| JA 20   | 기타토다     | 北戸田    | │     | │     | 1.4 | 27.1      | 사 이 타 마 현 | 도다시   | 도다시         |            |
| JA 21   | 무사시우라와 | 武蔵浦和  | ●     | ●     | 무사시노 선 (JM 26) | 2.4       | 사 이 타 마 현 | 29.5     | 사 이 타 마 시 | 미나미구   |
| JA 22   | 나카우라와   | 中浦和    | ●     | │     | | 1.2       | 사 이 타 마 현 | 30.7     | 사 이 타 마 시 | 미나미구   |
| JA 23   | 미나미요노   | 南与野    | ●     | │     | 1.7 | 32.4      | 사 이 타 마 현 | 주오구   | 사 이 타 마 시 |            |
| JA 24   | 요노혼마치   | 与野本町  | ●     | │     | 1.6 | 34.0      | 사 이 타 마 현 | 주오구   | 사 이 타 마 시 |            |
| JA 25   | 기타요노     | 北与野    | ●     | │     | 1.1 | 35.1      | 사 이 타 마 현 | 주오구   | 사 이 타 마 시 |            |
| JA 26   | 오미야       | 大宮      | ●     | ●     | ■ 가와고에 선 (직결 운행), 도호쿠 · 야마가타 · 아키타 · 조에쓰 · 나가노 신칸센 우쓰노미야 선 · 다카사키 선 (JU 07), 쇼난 신주쿠 라인 (JS 24), 게이힌 도호쿠 선 (JK 47) 도부 철도 노다 선 (TD-01), 사이타마 신도시 교통 이나 선 (NS 01) | 1.8       | 사 이 타 마 현 | 36.9     | 사 이 타 마 시 | 오미야구   |

- 쾌속 : 쾌속 정차역
- 통쾌 : 통근쾌속 정차역